# Fragaria daltoniana
Fragaria daltoniana là loài là một loài dâu tây có nguồn gốc từ các dãy Himalaya. Quả của nó có một hương vị kém, và không có giá trị thương mại.